# کاوش‌ها در استون‌هنج

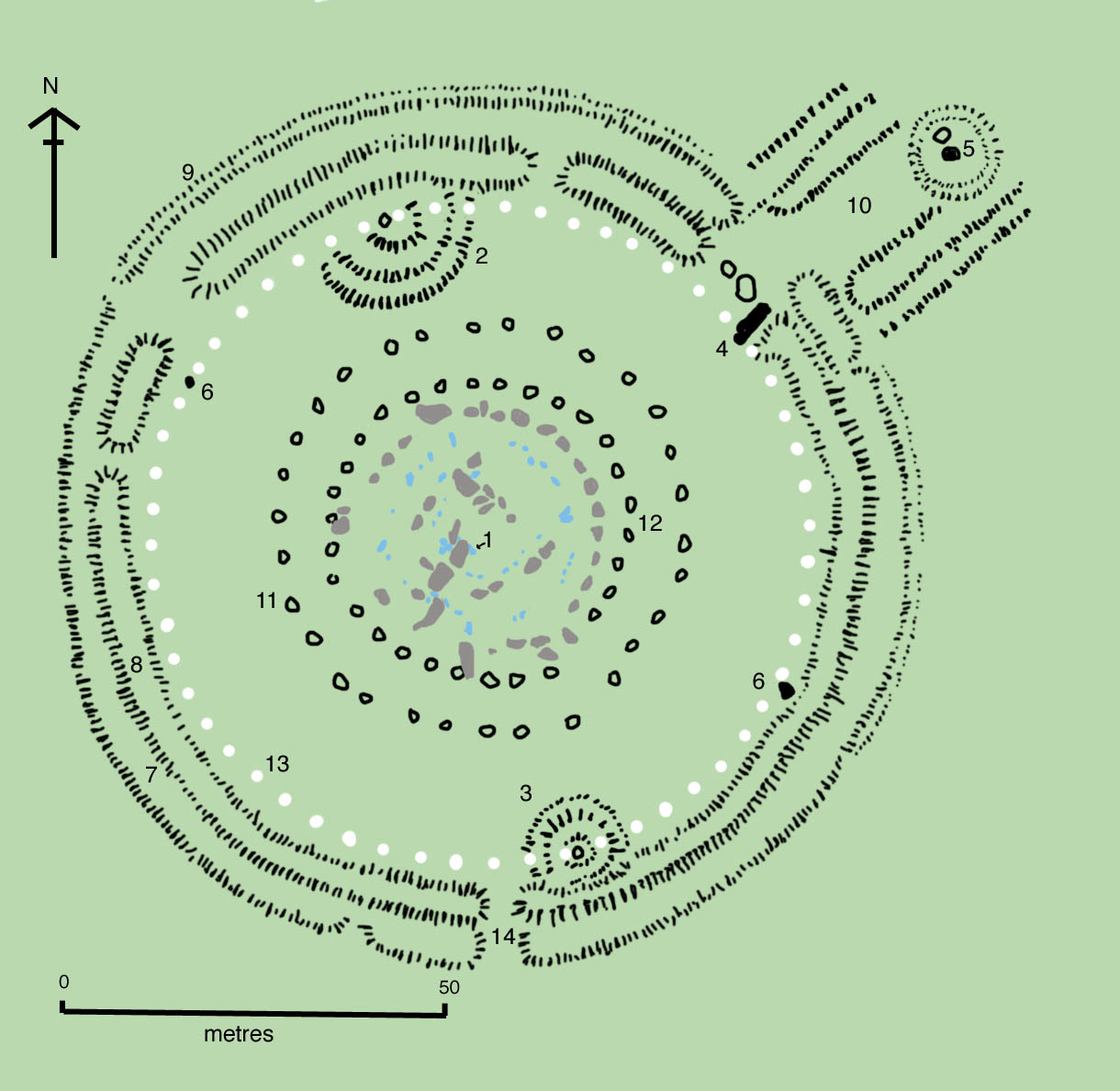
نقشه استون‌هنج، سه‌سنگ‌های سارسِنی برای درک بهتر حذف شده‌اند. راهنما: ۱- سنگ‌های بَرواره ۲ و ۳- گورپشته بدون قبر ۴- سنگ بَرواره افتاده، متر طول ۵-سنگ هیل ۶- دو تا از چهار سنگ جلوس باقیمانده ۷-خندق ۸-کرانه داخلی ۹-کرانه خارجی ۱۰-مسیر دسترسی، حدود سه کیلومتر از دو ردیف موازی خندق ۱۱-حلقه‌ای از ۳۰ گودال، معروف به گودال‌های Y ۱۲- حلقه‌ای از ۲۹ گودال، معروف به گودال‌های Z ۱۳- حلقه‌ای از ۵۶ گودال، معروف به گودال‌های اوبری ۱۴-ورودی کوچک جنوبی

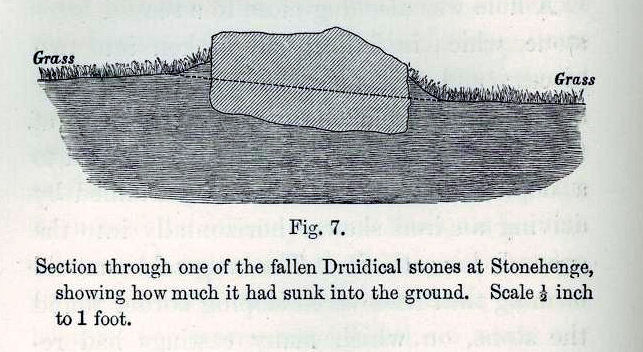
تشکیل کپک گیاهی از طریق عمل کرم‌ها، آخرین کتاب چارلز داروین، دربردارندهٔ پژوهش‌هایش در استون‌هنج بود. این کتاب سنگ‌های استون‌هنج را از زوایای ناآشنا نشان می‌دهد و تداعی‌گر رویکرد عملگرایانهٔ ویکتوریایی‌ها در مطالعهٔ پدیده‌ها است.

پیشینهٔ کاوش‌ها در محوطهٔ پیشاتاریخی استون‌هنج به قرن هفدهم میلادی می‌رسد.

## اولین کاوش‌ها
جیمز یکم، پادشاه انگلستان، که خود را مطلع از دستاوردها علمی روز می‌دانست، دستور اولین کاوش باستان‌شناسی در استون‌هنج را صادر کرد. جیمز پس از بازدید از استون‌هنج در سال ۱۶۲۰، تلاش کرد قطعهٔ زمین حریم آن را بخرد، ولی مالک حاضر به فروش نشد.
جرج باکینگهام، درباری محبوب جیمز، که خود جویای گنج بود، به دستور جیمز گودالی بزرگ در میانهٔ استون‌هنج حفاری کرد و از آن اشیایی خارج کرد که امروزه مفقودند. به گفتهٔ جان اوبری حفاری‌های جرج در استون‌هنج موجب کج شدن سنگ ۵۶ شد.
در دههٔ ۱۷۲۰ نیز ویلیام استاکلی کاوش‌هایی در استون‌هنج انجام داد. نقشه‌ای که استاکلی از استون‌هنج و محوطهٔ آن برداشت تا دههٔ ۱۸۹۰ دقیق‌ترین نقشه ازین اثر ماند.
در سوم ژانویهٔ ۱۷۹۷، تصادف دو گاری در فاصله‌ای اندک از استون‌هنج باعث شد اسب گاری‌کشی رم کند، سه‌سنگ غربی را به زمین بیفکند، و تیر آن را بشکند (سه‌سنگ مذکور تا یک قرن بعد به همان حال باقی ماند).
ویلیام کانینگتونِ، عتیقه‌شناس و تاجر پارچه‌ای که در فاصلهٔ ده مایلی استون‌هنج می‌زیست، زیر سه‌سنگ مسقوط را بررسی کرد و یافته‌هایش را در رساله‌ای با عنوان گزارش گورپشتهٔ بازشده در ویلتشر منتشر کرد. رسالهٔ کانینگتون توجه سِر ریچارد هور را به خود جلب کرد. با پشتیبانی مالی هور، کانینگتون دست به کاوشی گسترده و روش‌مندانه در استون‌هنج و محوطه‌های اطراف زد و نتایجش را بین سال‌های ۱۸۱۰ تا ۱۸۱۲ در کتاب تاریخ باستانی ویلتشر به چاپ رساند.
در دوران حکومت ملکه ویکتوریا کاوش چندانی در استون‌هنج صورت نگرفت.
رالف والدو امرسون، که در سال ۱۸۴۷ در انگلستان بود و از استون‌هنج بازدید کرد، از «بوالهوسی بریتانیایی‌ها» در عجب بود چرا که «اهرام را می‌گشایند و نینوا را کشف می‌کنند، اما استون‌هنج خودشان را به خرگوش‌ها سپرده‌اند.»
البته عدم کاوش در استون‌هنج بیشتر ناشی از مالکیت خصوصی آن بود. در ۱۸۲۴ ولایت آمسبوری به سر ادموند آنتروباس رسید و او همهٔ درخواست‌های کاوش را رد کرد.
سر ادموند حامی سرسخت حقوق مالکیت شخصی بود و نه اجازه دخالت در استون‌هنج را به دولت می‌داد و نه مشاورهٔ متخصصان را می‌پذیرفت.
بااین‌حال چارلز داروین در تابستان ۱۸۷۷ برای تبیین فعالیت‌های کرم‌های خاکی به استون‌هنج رفت و (با اجازهٔ خانوادهٔ آنتروباس) کاوشی کوچک‌مقیاس در استون‌هنج انجام داد.
داروین مقطع عرضی یکی از سنگ‌های سارسن افتاده را رسم کرد و نشان داد که سنگ در گذر هزاران سال به سبب فعالیت کرم‌های خاکی در زمین فرو رفته و سرنگون شده‌است. این طرح در تشکیل کپک گیاهی از طریق عمل کرم‌ها، آخرین کتاب داروین، چاپ شد.

## کاوش‌های مدرن
در قرن بیستم تعداد ۱۲۳ کاوش و حفاری در استون‌هنج انجام گرفت که امروزه از برخی از آن‌ها با عنوان «شدیداً مخرب» یاد می‌شود.
اولین این کاوش‌ها را ویلیام گولند در سال ۱۹۰۱ انجام داد.
حفاری‌ها گولند سبب کشف اطلاعات وسیعی (از جمله ابزارهای استفاده شده در ساخت استون‌هنج) شد.
از آنجایی که هیچ ابزار فلزی‌ای در حفاری یافت نشده بود، گولند نتیجه گرفت استون‌هنج سازه‌ای نوسنگی و کار بومی‌های بریتانیا است و پیش از ۱۸۰۰ پ.م. ساخته شده.
در نوامبر ۱۹۱۹ ویلیام هاولی، دستیار سابق ویلیام گولند، دور جدید کاوش‌ها را زیر نظر کمیسیون کار آغاز کرد. کاوش‌های هاولی و دستیارش رابرت نیوال در استون‌هنج هفت سال طول کشید. پژوهش‌گران امروزه نظرات متفاوتی در مورد کاوش هاولی دارند. برخی (از جملهٔ کریستوفر چیپیندیل) آن‌ها را به علت مخرب بودنش فاجعه‌وار دانسته‌اند و دیگران می‌گویند هاولی در واقع جلوی تخریب بیشتر استون‌هنج از سوی عتیقه‌شناسان آماتور را گرفت.
به‌هرشکل یافته‌های هاولی تأثیر عمیقی در شناخت استون‌هنج داشت. هاولی و نیوال پنجاه و دو گودال پرشده با گچ یافتند (که تصمیم گرفتند نام آن‌ها را به افتخار جان اوبری گودال‌های اوبری بگذارند) و همچنین حلقه‌های Y (سی گودال) و Z (بیست و نه گودال) را کشف کردند.
بااین‌همه علاقهٔ جوامع باستان‌شناسی به کاوش‌های هاولی به‌تدریج رنگ باخت، چرا که در نوامبر ۱۹۲۲ هاوارد کارتر آرامگاه توت‌عنخ‌آمون در مصر را گشوده بود و توجه این جوامع را قبضه کرده بود.
کاوش‌های هاولی در نهایت در سال ۱۹۲۶ تعطیل شد.
کاوش‌ها در ۱۹۵۰ با سه باستان‌شناس حرفه‌ای (ریچارد اتکینسون، استوارت پیگات، و جی.اف.اس. استون) از سر گرفته شد.
اتکینسون و همکارانش که از اثرات مخرب کاوش‌های پیشینیانشان در استون‌هنج آگاه بودند، نمونه‌برداری‌های خود را محدود کردند. این کاوش‌ها تا سال ۱۹۷۸ ادامه یافت اما نتایج کامل آن تا سال ۱۹۹۵ چاپ نشد. همچنین در سال‌های ۱۹۷۹ و ۱۹۸۰، مایک پیتس دو حفاری کوچک در نزدیکی سنگ هیل انجام داد و شواهدی مبنی بر وجود سنگ دیگری مشابه و در مجاورت سنگ هیل یافت.
بین سال‌های ۲۰۰۳ تا ۲۰۰۹ پروژهٔ استون‌هنج ریورساید به رهبری مایک پارکر پیرسون موجب بازبینی بیشتر در بستر و روند توسعهٔ استون‌هنج شد.
در سال‌های ۲۰۰۹ و ۲۰۱۰ هم دو حلقه از گودال‌های دیگر، یکی در دو مایلی (۳٬۲ کیلومتری) شمال‌غربی سایت و دیگری در مجاورت شمال‌غربی آن کشف شدند. تاریخ ساخت آن‌ها و اینکه آیا صرفاً گودال بوده‌اند یا اینکه در آن‌ها سنگ قرار داشته معلوم نیست.

## یادداشت
1. ↑  گفته می‌شود اندکی پیشتر پزشک انگلیسی ویلیام هاروی نیز کاوش‌هایی در استون‌هنج انجام داده بود ولی شواهدی ازین کاوش‌ها موجود نیست.[۱]
2. ↑  Account of tumuli opened in Wiltshire
3. ↑  Ancient History of Wiltshire